# Komkor
Komkor (tiếng Nga: комкор, viết tắt của командир корпуса nghĩa là Chỉ huy cấp quân đoàn hay Quân đoàn trưởng) là một quân hàm trong lực lượng vũ trang Liên Xô thời kỳ 1935-1940. Quân hàm này được phong cho các sĩ quân tư lệnh quân đoàn hoặc tương đương. Trong hệ thống quân hàm quân đội Liên Xô thời gian đó, đây là cấp cao thứ tư sau Nguyên soái, Komandarm bậc nhất và Komandarm bậc nhì.
Cấp hiệu cho Komkor trong các lực lượng vũ trang Liên Xô như sau:

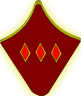
Cấp hiệu cổ áo (loại lớn)
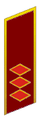
Cấp hiệu cổ áo (loại nhỏ)
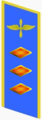
Cấp hiệu cổ áo (không quân)
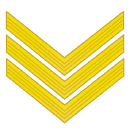
Cấp hiệu tay áo

Tổng cộng 146 quân nhân đã được phong quân hàm Komkor. Tuy nhiên, 59 vị trong số đó đã trở thành nạn nhân của Đại Thanh trừng. Khi hệ thống quân hàm Liên Xô được định hình lại vào năm 1940, một Komkor đã được chuyển đổi thành Đại tướng (Georgy Zhukov), 51 người được chuyển thành trung tướng, và sáu người thành thiếu tướng.